# Uncharted 4: A Thief's End
Uncharted 4: A Thief's End é um jogo eletrônico de ação-aventura desenvolvido pela Naughty Dog e publicado pela Sony Computer Entertainment. É o quarto título principal da série Uncharted e foi lançado exclusivamente para PlayStation 4 em 10 de maio de 2016. Na história, os jogadores controlam Nathan Drake, um ex-caçador de tesouros que é persuadido a sair da aposentadoria pelo aparecimento de seu irmão mais velho Samuel. Junto com seu antigo parceiro Victor Sullivan, eles procuram por pistas para a localização do tesouro perdido do pirata Henry Avery. A Thief's End é jogado a partir de uma perspectiva em terceira pessoa e incorpora diversos elementos de plataforma na navegação pelos diferentes ambientes. Os jogadores usam armas de fogo, combate corpo a corpo e furtividade a fim de combaterem inimigos e solucionarem quebra-cabeças. Há um modo multijogador online em que até dez jogadores podem entrar em diferentes modos de partidas cooperativas ou competitivas.
O desenvolvimento de A Thief's End começou em 2011, logo depois da finalização de Uncharted 3: Drake's Deception. Ele inicialmente foi liderado pela diretora de criação Amy Hennig e pelo diretor de jogo Justin Richmond, porém a produção foi dificultada em 2014 quando os dois deixaram a Naughty Dog; eles foram substituídos por Neil Druckmann e Bruce Straley, que tinham terminado seu trabalho em The Last of Us. A equipe procurou incorporar elementos de mundo aberto na jogabilidade, com muitos dos níveis sendo projetados para serem maiores e encorajarem livre movimentação em exploração e combate. A relação entre Nathan e sua esposa Elena Fisher foi foco da narrativa, com os roteiristas procurando humanizá-los depois das histórias dos jogos anteriores. O título foi o primeiro da Naughty Dog desenvolvido especificamente para o PlayStation 4, com a equipe aproveitando-se do console mais avançado para processar ambientes maiores e mais dinâmicos.
A Thief's End foi anunciado em novembro de 2013, gerando grande expectativa. Ele tinha previsão de lançamento originalmente para 2015, porém foi adiado várias vezes com o objetivo de permitir maior tempo de polimento para o jogo. O título foi aclamado pela crítica especializada ao finalmente ser lançado, com elogios sendo direcionados particularmente para suas mecânicas de jogabilidade, narrativa, profundidade emocional, visuais e modo multijogador. Muitos críticos também acharam que era uma conclusão digna para o arco de história de Nathan Drake. Também foi um grande sucesso comercial, vendendo ao todo mais de dezesseis milhões de cópias e tornando-se um dos jogos mais vendidos do PlayStation 4 e o mais vendido da franquia. A Thief's End venceu e foi indicado a diversos prêmios, incluindo na categoria de Jogo do Ano. Planos para um conteúdo para download ou sequência desenvolveram-se e tornaram-se uma expansão autônoma Uncharted: The Lost Legacy em 2017.

## Jogabilidade

A jogabilidade de A Thief's End envolve a capacidade de derrotar inimigos por meio de combate, com paredes e muros podendo serem usados como cobertura e diferentes armas e opções estando disponíveis

Uncharted 4: A Thief's End é um jogo eletrônico de ação-aventura com elementos de plataforma jogado a partir de uma perspectiva em terceira pessoa. O jogador navega por diferentes ambientes, movendo-se por locais que incluem cidades, edifícios e campos abertos com o objetivo de progredir pela narrativa. O jogador pode usar armas de fogo, combate corpo a corpo e furtividade para combater inimigos. O personagem jogável durante a maior parte do jogo é Nathan Drake, um caçador de tesouros que é fisicamente capaz de pular, correr, escalar, nadar, esgueirar-se por paredes e saliências estreitas, balançar-se em cordas, usar um gancho de agarrar e realizar outras ações acrobáticas. Também é possível dirigir veículos em alguns segmentos de jogabilidade.
Várias armas de longa distância estão disponíveis em combate, incluindo rifles e espingardas, além de armas de cano curto como pistolas e revólveres; explosivos como granadas e dinamites também podem ser usados. O sistema de combate corpo a corpo foi retrabalhado a fim de evitar a presença de quick time events. O gancho de agarrar permite que o jogador salte por cima de fendas, muitas vezes lhe proporcionando vantagens táticas em combate. O jogador pode atacar os inimigos diretamente ou empregar táticas furtivas com o objetivo de passar desapercebido pelos oponentes. Embora A Thief's End seja linear, os ambientes possuem vários caminhos que o jogador pode explorar; as áreas são significativamente maiores que em títulos anteriores da série.
O jogo possui um sistema de inteligência artificial em que inimigos reagem a qualquer situação de combate em que se encontram; eles respondem às ações do jogador, coordenam táticas e cooperam uns com os outros. Os companheiros do jogador também são controlados pela inteligência artificial. Pela primeira vez na série há uma árvore de diálogo que permite que o jogador decida o resultado de algumas conversas, porém estas não afetam a progressão do enredo. Filtros visuais e modos extras, como um modo de gravidade zero, jogabilidade de bullet time e um estilo de arte em cel shade, podem ser desbloqueados com os pontos que o jogador coleta durante o jogo.

### Multijogador
O modo multijogador online permite que até dez jogadores participem de partidas competitivas ou cooperativas em recriações dos ambientes do modo um jogador. Os jogadores podem controlar personagens da série e são encarregados de derrotar seus oponentes. Há cinco tipos de partidas multijogador: Comando, em que os jogadores capturam locais a fim de conquistarem pontos; Rei da Colina e Mata-Mata em Equipe, que são tipos mata-mata em que é preciso matar inimigos; Pilhagem, um modo de capturar a bandeira em que os jogadores procuram por um ídolo; e Caçador de Recompensas, em que os jogadores cooperam para derrotarem personagens não jogáveis. Tesouros podem ser encontrados em todos os mapas, que por sua vez podem ser usados para comprar itens e armas. Presente no modo multijogador estão os "Místicos", poderes sobrenaturais temporários que aumentam as habilidades dos jogadores; por exemplo, "Ira de El Dorado" danifica todos os oponentes próximos, enquanto "Pedra Cintamani" pode curar o jogador e seus colegas de equipe. Companheiros podem ser convocados pelos jogadores e possuem diferentes funções: Caçadores imobilizam o oponente mais próximo, Salvadores proporcionam apoio médico e munição, Atiradores de Elite podem defender posições com um fuzil de precisão e Brutos atacam inimigos com armas pesadas. Um modo cooperativo de sobrevivência, lançado em dezembro de 2016, coloca três jogadores lutando contra ondas de oponentes que aumentam gradativamente em dificuldade.

## Sinopse

### Personagens
O personagem principal é Nathan "Nate" Drake (Nolan North), um experiente caçador de tesouros que se aposentou e foi viver junto com sua esposa Elena Fisher (Emily Rose), uma jornalista, em uma vida mais normal, indo trabalhar em uma empresa de resgate marítimo em Nova Orleães. O jogo apresenta pela primeira vez Samuel "Sam" Drake (Troy Baker), irmão mais velho de Nate que supostamente estava morto. Nate é levado de volta para a vida de aventuras e recebe a ajuda de seu antigo parceiro e amigo Victor "Sully" Sullivan (Richard McGonagle). Sua jornada para encontrar e recuperar o tesouro do pirata Henry Avery os coloca em conflito com o rico e perigoso Rafe Adler (Warren Kole), sua aliada Nadine Ross (Laura Bailey), que lidera um grupo mercenário particular chamado Shoreline, e o chefão das drogas Hector Alcazar (Robin Atkin Downes).

### Enredo
Anos antes dos eventos de Uncharted: Drake's Fortune, Nate e Sam procuram pelo tesouro perdido do famoso pirata Henry Avery, que saqueou em 1695 o equivalente a quatrocentos milhões de dólares no assalto do navio mogol Gunsway. Os irmãos, ao lado de Rafe, infiltram-se em uma cadeia panamenha com o objetivo de acessar a antiga cela do imediato de Avery, onde Nate descobre uma imagem oca de São Dismas. Rafe mata impulsivamente um guarda da prisão quando este exige uma parte do tesouro em troca de deixá-los irem embora, iniciando uma fuga frenética em que Sam é baleado pelos guardas e Rafe e Nate fogem acreditando que Sam foi morto.
Quinze anos depois, Nate está aposentado e vivendo com Elena, porém sente falta da agitação e aventuras de sua antiga vida. Ele é visitado por Sam, que sobreviveu e passou os últimos anos preso. Ele explica que o chefão das drogas Hector Alcazar exigiu que Sam encontre o tesouro de Avery ou seja morto. Nate reluta em retornar para a vida de aventuras, porém aceita ajudar o irmão e mente para Elena dizendo que aceitou um trabalho em outro país. Os Drake, ajudados por Sully, conseguem roubar outra imagem de São Dismas de um leilão ilegal na Itália, o que os faz entrar em conflito com Nadine e Rafe, que ainda está procurando o tesouro de Avery. Um mapa dentro da imagem leva os irmãos à catedral de São Dismas nas Terras Altas Escocesas, onde descobrem um templo com um mapa apontando para Madagascar.
Os Drake e Sully descobrem em Madagascar que Avery, Thomas Tew e outros dez capitães piratas juntaram seus tesouros. Nate, seguindo as pistas para uma torre na cidade, descobre um mapa para Libertalia, uma lendária utopia pirata fundada por Avery e os outros capitães. O grupo volta para seu hotel e encontram Elena. Ela vai embora depois de ficar decepcionada por ter sido enganada pelo marido. Nate recusa-se a abandonar sua busca e pede para Sully ir atrás de Elena e cuidar dela. Os irmãos seguem o mapa para uma ilha e descobrem Libertalia. Eles encontram evidências de uma guerra civil e descobrem que os piratas fundadores roubaram o tesouro da cidade e o levaram para o outro lado da ilha até Nova Devon, uma cidade extravagante e fortificada. No caminho são encurralados por Rafe, que revela que ele próprio libertou Sam da prisão dois anos antes e que a história de Alcazar é uma mentira. Rafe tenta atirar em Nate, porém Sam o protege e Nate cai de um penhasco e fica inconsciente.
Elena resgata Nate, que revela seu passado: quando adolescente, ele e Sam descobriram que sua mãe, uma grande historiadora, estava pesquisando sobre Libertalia. Os dois decidiram começar vidas novas e mudaram seu sobrenome para Drake a fim de homenagear a teoria de sua mãe que sir Francis Drake teve descendentes. Nate e Elena descobrem em Nova Devon que Libertalia entrou em caos por causa do tesouro. Avery e Tew envenenaram os outros fundadores e fugiram, porém Avery traiu Tew.
Os dois e Sully conseguem resgatar Sam e o convencem a escapar com eles, porém Sam muda de ideia e decide ir atrás do tesouro. Nate segue os rastros do irmão e descobre o navio de Avery, cheio com o tesouro, escondido em uma caverna. Nadine, já tendo pegado uma boa parte do tesouro, se recusa a arriscar-se mais, porém Rafe a coage ao subornar os soldados dela. Sam aciona uma armadilha dentro do navio e fica preso embaixo de destroços. Nate confronta Rafe no navio, onde estão os esqueletos de Avery e Tew, tendo ambos se matado por causa do tesouro. Nadine trai Rafe e deixa ele e os Drake para morrer. Rafe desafia Nate a um duelo de espadas, querendo-se provar melhor. Nate deixa cair um pacote de tesouro em Rafe, matando-o, libertando Sam em seguida. Eles fogem do navio e escapam no avião de Sully.
Sam e Sully se unem para um novo trabalho, enquanto Nate e Elena decidem finalmente voltar para casa. Elena explica que Sam conseguiu recuperar parte do ouro e deu para ela. Os dois percebem que precisam de um pouco de aventura em suas vidas, com Elena comprando a companhia de salvamento submarino que Nate trabalhava e colocando-o como o novo dono, enquanto a própria faz planos para reviver seu antigo programa de televisão sobre exploração. Anos depois, o casal se tornou bem sucedido em suas empreitadas. Sua filha Cassie certo dia acaba descobrindo relíquias sobre seu passado de aventureiro, com Nate decidindo contar sua história para ela.

## Desenvolvimento
A desenvolvedora Naughty Dog se dividiu em 2009 em duas equipes com o objetivo de produzirem Uncharted 3: Drake's Deception e The Last of Us ao mesmo tempo. A primeira equipe era liderada pela diretora de criação Amy Hennig e o diretor de jogo Justin Richmond, que começaram os trabalhos preliminares em A Thief's End logo depois do lançamento de Drake's Deception em novembro de 2011. Hennig e Richmond lideraram o desenvolvimento por anos até deixarem a empresa em março de 2014. Os dois foram pouco depois substituídos por Neil Druckmann e Bruce Straley como diretor de criação e diretor de jogo, respectivamente; os dois anteriormente tinham exercido as mesmas funções em The Last of Us, que tinha estreado em junho de 2013. A nova dupla de diretores descartou por volta de oito meses de trabalho de Hennig na história. Eles comprometeram-se a fazer de A Thief's End o último jogo da série, achando que não existia "nenhum outro lugar" para onde levar os personagens. Druckmann e Straley enfrentaram grandes dificuldades depois de assumirem o projeto, pois tiveram um tempo de desenvolvimento menor e precisaram implementar amplas alterações na história.

### Narrativa

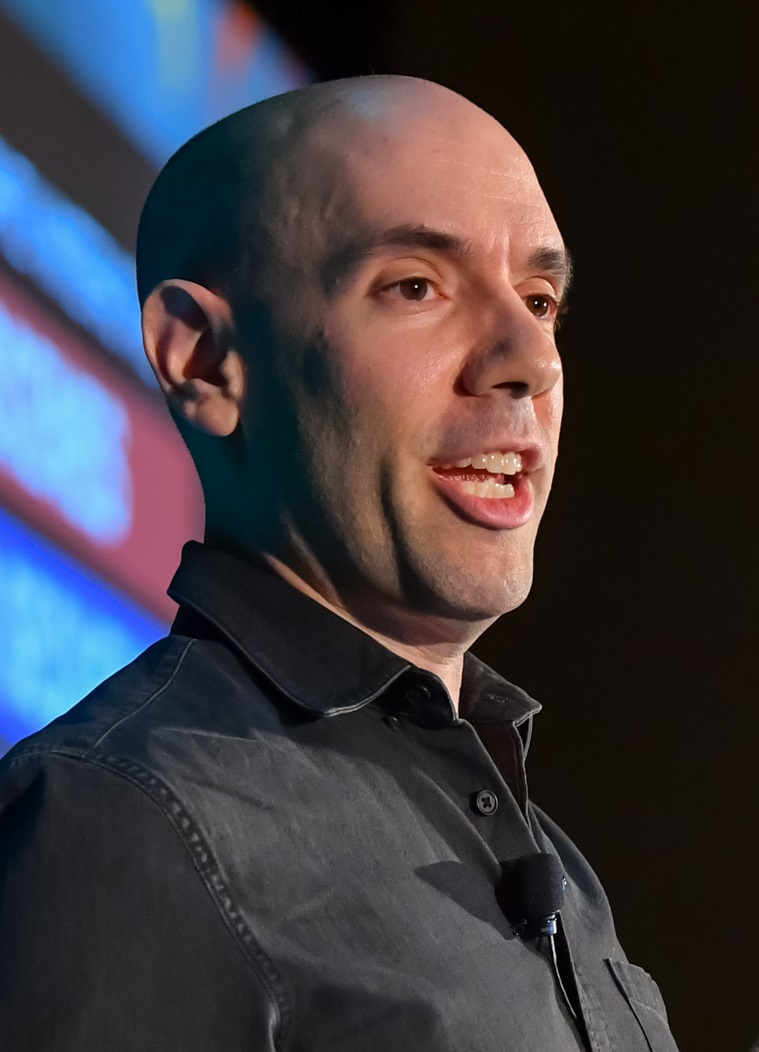
Scherr co-escreveu o roteiro de A Thief's End ao lado de Druckmann

A Thief's End foi escrito com um construtor de diálogo, em que várias linhas são inseridas dependendo das atividades do jogador. O processo de produção começou com um esboço da história, descrevendo os principais eventos e decisões. Depois disso roteiristas e projetistas de jogo colaboram, regularmente reescrevendo cenas a fim de as encaixarem melhor nas sequências de jogabilidade. A capacidade de participar em conversas opcionais com personagens não jogáveis em The Last of Us foi usada em A Thief's End para os jogadores que queriam se envolver com a narrativa. Também presente estão árvores de diálogo, usadas pela Naughty Dog a primeira vez em The Last of Us: Left Behind, que tinham o objetivo de colocar o jogador na mesma mentalidade que Nate.
O roteiro foi escrito por Druckmann e Josh Scherr; o primeiro considerava o segundo como o "engraçado" da dupla, deixando assim que Scherr escrevesse a parte de humor devido à incapacidade autodeclarada de Druckmann de escrever piadas. Este gostou da escrita colaborativa, tendo escrito The Last of Us praticamente sozinho. Tom Bissell e Ryan M. James também tiveram contribuições adicionais, particularmente nas falas de companheiros, inimigos e no modo multijogador; Bissell e James também foram os responsáveis pela pesquisa histórica. Os roteiristas desafiaram-se a "contar uma história humana significativa com relacionamentos complexos [...] neste drama mais leve".
O ritmo da narrativa foi encarado como uma referência para vários dos eventos e situações dos ambientes e jogabilidade. Os roteiristas, apesar de terem adicionado mais liberdade para o jogador tomar decisões, no fim queriam contar uma história específica e explorar momentos emocionais específicos. A narrativa explora a ideia de que "todo tesouro tem seu custo" e até que ponto alguém iria para salvar aqueles que ama. Um também também explorado é família, seja por ligações postiças ou por sangue. Um dos objetivo do jogo era contar uma história que o jogador poderia simpatizar, com o foco do enredo sendo um aprofundamento maior no personagem de Nathan Drake e sua relação com seu irmão Samuel. Uma das grandes dificuldades segundo Druckmann foi fazer o jogador se importar com Sam, um personagem que nunca tinha sido mencionado nos títulos anteriores. Outra dificuldade foi fazer os diálogos soarem naturais, especialmente na presença de muitos elementos históricos. A solução que Druckmann encontrou foi tentar fazer com que as cenas expositivas envolvessem elementos que fossem de importância pessoal ou que gerassem conflitos entre personagens, dessa forma conseguindo criar diálogos mais interessantes e que desenvolvessem melhor os personagens.
A Thief's End segue a procura pelo tesouro dos piratas Henry Avery e Thomas Tew. O resultado da história de Avery e Tew foi incluído como uma mensagem que cobiça e obsessão "no fim irão te destruir". A equipe construiu o fim do jogo bem cedo no processo de desenvolvimento. Eles acharam que o subtítulo A Thief's End aplicava-se a vários personagens, incluindo Rafe Adler e os vários capitães piratas. A adição do epílogo tinha a intenção de garantir que o jogo terminasse definitivamente, em vez de deixar os jogadores questionando os eventos que ocorreram depois. Segundo Straley, "Há algo na resolução que pareceu satisfatório [...] Que pareceu correto com a franquia".

### Personagens
Os atores Nolan North e Emily Rose interpretaram Nathan "Nate" Drake e Elena Fisher, respectivamente, em A Thief's End, retornando aos mesmos papéis que tinham feito nos títulos anteriores da série. Richard McGonagle também voltou para interpretar Victor "Sully" Sullivan. Suas interpretações foram registradas principalmente por meio de tecnologia de captura de movimento, com alguns elementos adicionais de áudio restantes sendo gravados posteriormente em um estúdio. A relação entre Nate e Elena foi um dos focos centrais do desenvolvimento de personagens, com a equipe tentando humanizar Nate mais do que havia sido feito anteriormente. Os desenvolvedores acharam que, quando Elena junta-se a Nate posteriormente no jogo, era necessário "criar um laço mais próximo" entre os dois, assim removeram o veículo da jogabilidade e forçaram o jogador a andar a pé ao lado de Elena. A equipe também queria que o jogador ficasse conflituoso sobre a relação de Nate com sua esposa e a caçada pelo tesouro pirata. Straley comentou que "Ter esse conflito [...] foi interessante".
A equipe considerou que Nate era um reflexo de suas próprias mentalidades; como eles haviam crescido e amadurecido, Nate também amadureceu em idade e sabedoria. North achou que o envelhecimento de seu personagem por meio do avanço da tecnologia acabou por humanizá-lo mais. McGonagle comparou Nate em A Thief's End com Sully em títulos anteriores, falando que os dois agora se consideram muito velhos para entrarem em caçadas ao tesouro.
Druckmann descreveu Elena como "uma pessoa muito forte que ama muito [Nate]", por fim encorajando sua decisão de reatar com ele. Ela percebe ao ver a animação dele sobre a descoberta dos capitães piratas que aquilo era "o que estava faltando" para os dois como casal, passando a "enxergá-lo como o aventureiro que ela ama". A cena em que ficam presos em uma rede foi vista como metáfora em que os dois se aproximam, cooperam para escapar e se reconciliam em uma situação bem humorada. Straley achou que A Thief's End permitiu que Nate descobrisse sua motivação, se tornasse vulnerável e confiasse em outra pessoa; eventos passados o levaram a desenvolver uma atitude sarcástica como mecanismo de defesa, algo que começa a diminuir depois de receber o amor e confiança de Elena. Druckmann achou que a história questionou a possibilidade de "equilibrar paixão versus estabelecer-se", fazendo referência aos efeitos das longas horas extras de trabalho na vida pessoal dos membros da equipe.
Troy Baker foi escolhido para interpretar Samuel "Sam" Drake, o irmão mais velho de Nate. O ator encontrou-se com Druckmann e Scherr depois de ser escolhido para o papel a fim de discutir o personagem, que é mais velho que Nate apesar de Baker ser mais novo que North. Ele acabou comparando a relação com sua amizade com o ator Travis Willingham; apesar da pouca idade deste, sua experiências fizeram Baker admirá-lo, algo que achou que ressoava com a relação de Nate e Sam. A relação bem-humorada preexistente que tinha com North lhe ajudou na interpretação, pois sentiu que estava interpretando si mesmo. Os dois atores acharam que existia uma rivalidade entre irmãos, com um tentando ser mais esperto do que o outro. North achou difícil interpretar a animosidade entre Nate e Sam por ter uma relação tão próxima de Baker, porém achou mais fácil as cenas de "amor fraternal". Sam foi desenvolvido a fim de expor o sentimento de "merecimento" em Nate, encorajando-o para a aventura. A equipe adicionou sequências de flashback para demonstrar o interesse de Nate em aventura e o quanto Sam se importa com o irmão.
A equipe da Naughty Dog regularmente considerou explorar mais da história familiar de Nate desde a época do desenvolvimento de Uncharted: Drake's Fortune, o primeiro título da franquia. Vários personagens adicionais foram considerados no decorrer dos anos, incluindo seu pai, porém a história pregressa de Nate só foi ser explorada propriamente em A Thief's End com a criação de Sam. Druckmann enxergava Sam como uma versão passada de Nate, antes dele ter se casado com Elena e abandonado as caçadas ao tesouro. O diretor e roteirista comentou que "É um modo para [Nate] refletir e ver o quem eke era e porque é tão importante amadurecer e mudar". Ele também achou que isso permitiu a exploração da questão "Quem é Nathan Drake?", além de uma exploração mais profunda sobre sua evolução no decorrer da série.
Controvérsias surgiram quando foi anunciado que Laura Bailey, uma atriz caucasiana, estava interpretando a personagem de Nadine Ross, uma negra de origem sul-africana. Druckmann explicou que a etnicidade da personagem não tinha sido determinada quando a ela fora originalmente concebida; Bailey foi escolhida a partir de chamadas que incluíam atores com várias etnias. O diretor também salientou que uma personagem caucasiana estava sendo interpretada por uma atriz negra. A artista conceitual Ashley Swidowski criou o visual de Nadine, usando o cabelo encaracolado de Druckmann como referência para o cabelo da personagem. Straley achou que a inclusão de Nadine permitiu que a equipe "tirasse dimensões novas" do antagonista Rafe Adler, interpretado por Warren Kole, por os dois terem visões diferentes do tesouro: Nadine está interessada apenas no valor monetário do tesouro, enquanto Rafe possui uma ligação mais pessoal com a descoberta, algo que o leva a entrar em conflito com tanto Nate quanto Nadine. Druckmann também considerou que Rafe era um reflexo de Nate, representando seu ego. Ele achou, ao escrever as cenas com Rafe e Nadine, que os dois "não se enxergam como os antagonistas", afirmando que tinha escrito o personagem "com motivações e objetivos claros [...] não os escreva como clichês".
A personagem de Evelyn, interpretada por Merle Dandridge, ficou obcecada por viajar e caçar tesouros, algo que fez com que sua vida familiar ruísse; isto foi desenvolvido para que fizesse um paralelo com Nate e Sam e mostrasse o resultado de ir atrás de tesouros durante toda uma vida. Esta personagem originalmente seria um senhor idoso inglês. Druckmann foi influenciado durante todo o desenvolvimento por Swidowski a incluir mais personagens femininas na história, com ele dizendo que "Ela está constantemente me desafiando e pressionando por mais diversidade em nosso elenco". O roteirista admitiu que durante a escrita da história foi influenciado por Anita Sarkeesian, uma proeminente crítica feminista de jogos. Dentre as influências de Sarkeesian estavam a mudança do gênero do gênero da filha de Nate e Elena de um menino para uma menina e a mudança do resultado de conflitos para que as mulheres vencessem com mais frequência, podendo serem assim vistas como poderosas e independentes. Um dos membros de um grupo focal acabou criticando essas mudanças, fazendo com que Druckmann o instruísse a ir embora e respondesse dizendo "Nossa, por que isso importa?".
Os atores contribuíram regularmente com o desenvolvimento de seus personagens; Druckmann achou que os atores eram mais familiares com as motivações de seus personagens e pegou conselhos deles na escrita do roteiro. North tentou interpretar Nate durante toda a série como um "cara qualquer", diferentemente de uma "estrela de ação". Ele achou que as idades mais avançadas dos personagens em A Thief's End permitiu que os jogadores que identificassem mais com eles, reconhecendo suas dificuldades e estabelecendo uma conexão própria. A equipe desejava colocar os personagens em situações desconfortáveis, em que a pressão do conflito os força a descobrir coisas novas. Os desenvolvedores também descobriram que o auxílio dado por aliados não jogáveis durante o combate ajudava na história e desenvolvimento de personagens.

### Projeto técnico

A Thief's End foi o primeiro jogo da Naughty Dog desenvolvido especificamente para o PlayStation 4, tirando vantagem do sistema para poder criar e processar ambientes maiores e mais dinâmicos

A Thief's End foi o primeiro jogo eletrônico da Naughty Dog desenvolvido especificamente para o PlayStation 4, tendo antes relançado The Last of Us para o console em julho de 2014 na forma de The Last of Us Remastered. Este permitiu que a equipe se acostumasse com a nova arquitetura, tendo anteriormente passado por grandes dificuldades ao transicionar do PlayStation 2 para o PlayStation 3 durante o desenvolvimento de Drake's Fortune. O diretor de comunicação Arne Meyer afirmou que "Houve muitas coisas que aprendemos sobre as capacidades do nosso motor de jogo e nossa linha de ferramentas". O console mais avançado permitiu que a equipe colocasse mais detalhes em cada nível e criassem ambientes mais dinâmicos. Druckmann comentou que "Estamos em um momento em que a tecnologia não está mais ditando nossas decisões, é nossa criatividade". Apesar dos desenvolvedores inicialmente desejaram que todo o jogo corresse a sessenta quadros por segundo, restrições no ambiente técnico limitaram o modo um jogador a trinta quadros; o modo multijogador corre em sessenta quadros.
A resolução das texturas de A Thief's End é pelo menos quatro vezes maior que aquelas de Drake's Deception, enquanto um sistema de sombreamento baseado em física foi desenvolvido com o objetivo de criar materiais visualmente mais realistas. O esqueleto do corpo de Nate nos títulos anteriores consistia de 250 ossos, enquanto que em A Thief's End apenas seu rosto é composto por oitocentos ossos. A equipe sentiu que a maior fidelidade proporcionada pela tecnologia do PlayStation 4 permitia planos bem mais próximos dos rostos dos personagens a fim de mostrar melhor suas emoções em cenas, podendo também adicionar sutilezas como rugas e poros na pele.
A equipe tentou "adicionar dimensão e complexidade" para os sistemas de escalada e navegação ao incluir mais elementos de resolução de problemas, contanto que não interrompessem o ritmo da narrativa. O mundo de jogo também foi aumentado em relação aos títulos anteriores da série; o diretor de arte técnico Teagan Morrison estimou que A Thief's End possui "talvez dez vezes o tamanho [...] em espaço explorável". Áreas maiores permitiram a criação de vários caminhos para o jogador seguir a fim de completar seus objetivos, porém a equipe enfrentou dificuldades em garantir que os jogadores permanecessem focados no objetivo geral de cada área. Druckmann descreveu o jogo como "linear amplo", comentando que "não é mundo aberto, porque queremos contar uma história brm específica, com uma tensão específica". É sua opinião que títulos de mundo aberto frequentemente carecem de tensão pois o jogador possui a liberdade para perder o foco do objetivo principal, com o diretor preferindo "controlar o ritmo".
A equipe desde cedo no processo de desenvolvimento teve o interesse de colocar Crash Bandicoot dentro de A Thief's End, porém inicialmente não tiveram aprovação legal pois a propriedade intelectual não pertence mais à Sony Computer Entertainment. Os desenvolvedores começaram a trabalhar em um outro "jogo velha guarda diferente" para ser inserido em seu lugar, porém as negociações legais avançaram e a Naughty Dog acabou recebendo permissão para incluir o título. Um nível completo de Crash Bandicoot foi colocado no jogo, com a equipe recriando-o totalmente do zero dentro da geometria de A Thief's End em vez de incluí-lo por meio de um emulador, também tendo incluído filtros de distorção que tinham o objetivo de fazer com que o jogo tivesse um visual o mais próximo possível do original para PlayStation.
A equipe tentou deixar Nate com um visual mais de um aventureiro em A Thief's End, procurando inspiração em personagens ficcionais como Indiana Jones. Os desenvolvedores foram atrás de sutileza para os equipamentos de Nate, incluindo seu coldre e bolsa, tentando garantir que eles não chamassem muita atenção. Straley trabalhou regularmente com os desenhistas no decorrer do desenvolvimento com o objetivo de criar a arquitetura dos ambientes, além de também com o departamento de artes conceituais para as cores e formas do mundo de jogo. Vários eventos importantes da história são contrastados pelas cores, com o diretor querendo que os jogadores sentissem a justaposição. A projetista de interface Alexandria Neonakis foi encarregada de desenhar tanto o orfanato de Nate quanto o quarto de Cassie, que ficavam localizados no início e final do jogo, respectivamente. Ela trabalhou junto com Druckmann para estabelecer a iluminação e decoração dos ambientes. Eles foram desenhados a fim de contrastarem um com o outro, representando seus crescimentos diferentes; enquanto o quarto de Nate foi pensado para ser escuro e vazio, o de Cassie tem uma luz suave e é cheio de pôsteres e itens.

### Áudio
A trilha sonora de A Thief's End foi composta por Henry Jackman, que substituiu o compositor Greg Edmonson, que fez a música dos três primeiros jogos da franquia. Composições adicionais foram criadas por Alex Belcher e Jason Soudah. A trilha foi co-produzida por Jackman e Jonathan Mayer, gerente sênior de música da Sony Music, e foi gravada com uma orquestra no AIR Studios em Londres. Um álbum oficial da trilha sonora foi lançado digitalmente na iTunes, Amazon Music e Google Play Music no mesmo dia da estreia do jogo em 10 de maio de 2016, com uma versão em vinil sendo lançada pela iam8bit em 12 de maio e em CD pela La-La Land Records no dia 17 de maio.
O jogo possui aproximadamente 55 mil falas de diálogo gravado, com suas cinemáticas tendo uma duração total de por volta de 165 minutos. A equipe realizou gravações externas para os sons ambientes do título; eles procuraram garantir que cada área "parecesse viva mas não demasiada" ao introduzirem várias mudanças ambientes a medida que o jogador progride pelas locações. Segundo o diretor de áudio Phillip Kovats, "Não é de forma alguma um mundo estático [...] a emoção é construída dentro da ambientação". O som também muda de acordo com a folhagem de fundo; por exemplo, o som pode mudar quando os jogadores atravessam um arbusto dependendo de sua velocidade e até mesmo o tipo de arbusto. A variação de locais no jogo trouxe várias dificuldades para a equipe, pois eles tentaram deixar cada local soar diferente a fim de que os jogadores se sentissem como se "estivessem sendo impulsionados por diferentes locais ao redor do mundo". O título também emprega som quadrifônico, que o projetista de áudio sênior Jeremy Rogers descreveu como mais "intrincado" do que nos jogos anteriores, algo possibilidade pela maior disponibilidade de memória do PlayStation 4.
A equipe achou desafiador o projeto sonoro do Jeep do jogo. Eles viajaram para a Califórnia e Nevada, onde gravaram sons de um Jeep rodando sobre terreno acidentado. Também gravaram sons de pneus em diferentes superfícies dentro de um estúdio de sonoplastia. Cada pneu do veículo interage separadamente com a superfície do ambiente de jogo, dependendo de elementos como o tipo de superfície e pressão no pneu, dessa forma permitindo que vários sons fossem tocados simultaneamente durante a jogabilidade. Cada efeito sonoro possui um metadado que instrui o motor de jogo a tocar o som de maneira específica. Rogers, ao projetar os sons do gancho de agarrar, gravou um chicote produzido por David Morgan, mesmo responsável pelos chicotes da franquia Indiana Jones; ele considerou os sons como uma homenagem para a série.

## Lançamento

### Anúncio
Vários jornalistas especularam sobre o desenvolvimento de um quarto título principal da série Uncharted, citando listagens de emprego na Naughty Dog e aparentes vazamentos de revendedores. A existência de um novo jogo da franquia foi oficialmente reconhecida pela Sony Computer Entertainment em 14 de novembro de 2013 com o lançamento de um teaser trailer. Seu título completo foi revelado em 9 de junho de 2014 durante a conferência de imprensa da Sony Computer Entertainment na Electronic Entertainment Expo (E3) de 2014. A Naughty Dog anunciou em setembro de 2015 que A Thief's End não conseguiria cumprir sua janela de lançamento original para o final de 2015, sendo adiado até 18 de março de 2016 com o objetivo de permitir maior polimento do final do jogo. O título foi adiado novamente em dezembro de 2015, desta vez para abril do ano seguinte. Em março de 2016 foi adiado uma última vez, desta vez para sua data final de lançamento em 10 de maio de 2016. A Amazon começou a enviar prematuramente cópias do jogo em 26 de abril de 2016. Shuhei Yoshida, então presidente da SCE Worldwide Studios, afirmou no dia seguinte que cópias do título foram roubadas no Reino Unido enquanto eram transportadas. Funcionários da Naughty Dog expressaram sua decepção sobre aqueles que começaram a espalhar spoilers sobre a história na internet.
A Naughty Dog anunciou em setembro de 2015 que trabalhariam em um conteúdo para download um jogador para A Thief's End pós-lançamento. A equipe foi inspirada pelo sucesso que tiveram com The Last of Us: Left Behind, o conteúdo extra de The Last of Us, com o diretor de comunicações Arne Meyer comentando que a equipe achou que "também podemos criar uma grande pedaço de conteúdo [para A Thief's End]", além de que a ideia para um expansão de download para a série a Uncharted era antiga mas que a empresa nunca tinha encontrado o jeito certo de criar uma da forma que considerariam correta. Uma equipe menor foi colocada para trabalhar no projeto, com os desenvolvedores chegando até a contemplar a criação de uma sequência, porém preferiram focar em algo mais contido pois a empresa passou a ficar centrada na produção de The Last of Us Part II. A ideia acabou expandindo-se e se tornando uma expansão autônoma chamada Uncharted: The Lost Legacy, com a história girando em torno de Chloe Frazer e Nadine. The Lost Legacy foi revelado em dezembro de 2016 durante a PlayStation Experience e lançado em agosto do ano seguinte.

### Divulgação

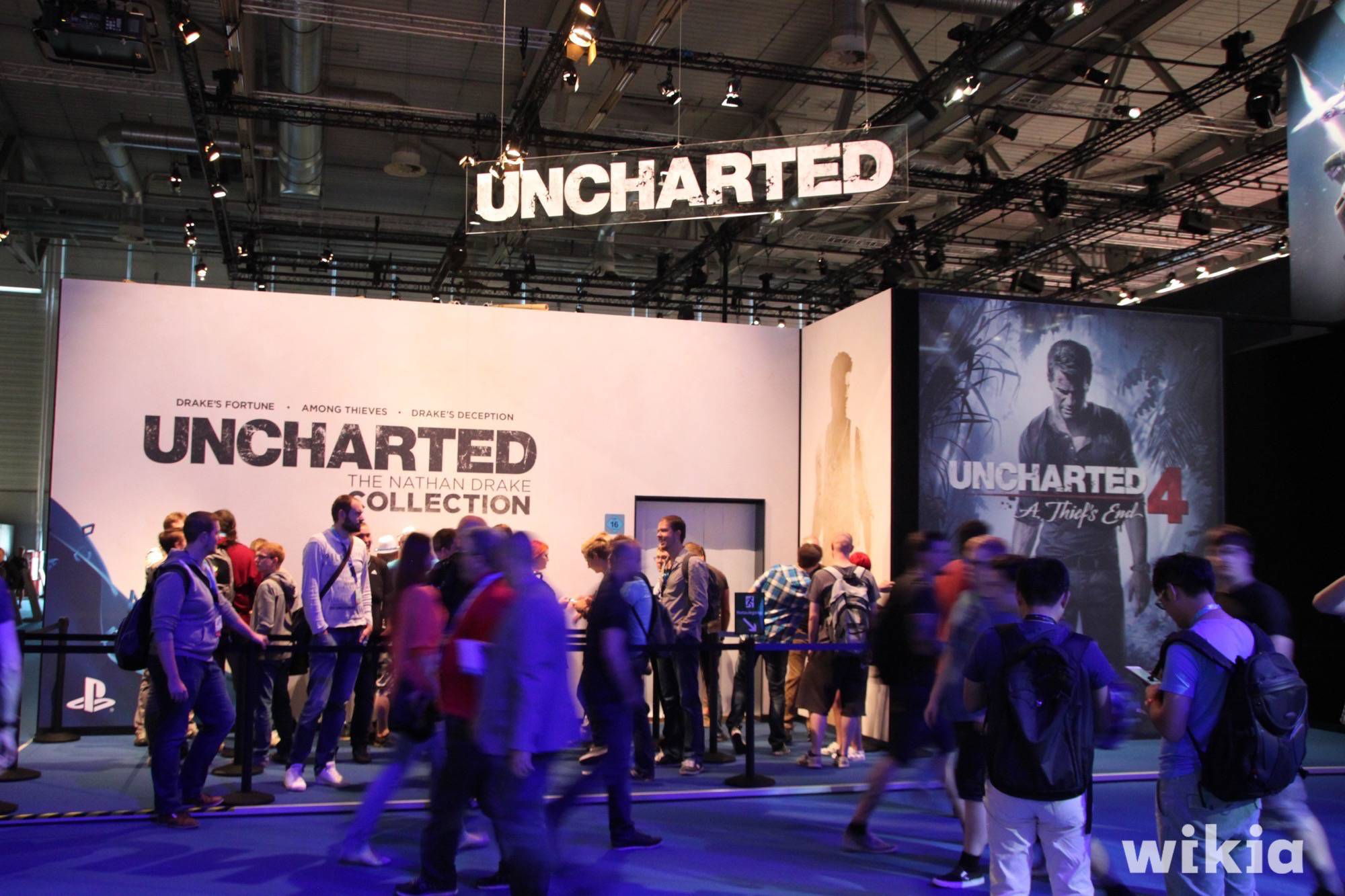
Estande na Gamescom de 2015 promovendo The Nathan Drake Collection e A Thief's End

O jogo foi amplamente divulgado por meio de trailers. O trailer de estreia foi lançado em 14 de novembro de 2013 junto com o anúncio oficial do título; este tinha a voz do ator Todd Stashwick, que foi tirado do projeto em 2014 depois da saída de Hennig e Richmond. O vídeo mostra um mapa do continente africano, parando em Madagascar e marcando a Ilha Sainte-Marie. Um novo trailer foi exibido na E3 em 10 de junho de 2014, mostrando conceitos do jogo, personagens que retornariam e a ambientação. A primeira cinemática foi mostrada também na E3 em 16 de junho de 2015, contendo Nate e Sully sendo emboscado por inimigos e depois escapando para encontrarem Sam. Uma versão estendida desse trailer foi inicialmente mostrada particularmente para jornalista e depois disponibilizada online em 1º de julho; esta mostra Nate alcançando Sam e os dois matando e escapando de inimigos em uma motocicleta antes de encontrarem Sully e Elena.
Um trailer para o modo multijogador online estreou em 27 de outubro de 2015 como parte da participação da Sony Computer Entertainment na Paris Games Week, mostrando vários dos modos e elementos presentes; o modo multijogador esteve jogável na PlayStation Experience em dezembro. Mais dois trailers sobre o multijogador também estrearam em 3 de dezembro na mesma PlayStation Experience. Uma cinemática com Nadine foi exibida no The Game Awards em 4 de dezembro, seguida no dia seguinte na PlayStation Experience por um clipe adicional com uma conversa de Nadine e Sully. Uma cinemática mostrando a reunião de Nate e Sam foi mostrada no mesmo evento, exibindo pela primeira vez as opções de escolha de diálogo. Um trailer intitulado "Man Behind the Treasure" foi exibido antes de algumas sessões de Star Wars: The Force Awakens, sendo publicado online em 21 de dezembro de 2015; este tinha uma versão em piano da canção "Where Is My Mind?", da banda Pixies. Um vídeo de bastidores do jogo, que também foi exibido antes de sessões The Force Awakens, foi disponibilizado na internet no dia seguinte.
O trailer sobre a narrativa, que Druckman descreveu como "o melhor trailer na história da Naughty Dog", foi lançado em 24 de fevereiro de 2016. Aymar Azaïzia da Ubisoft percebeu uma arte conceitual de Assassin's Creed IV: Black Flag dentro do trailer; a Naughty Dog substituiu a arte em uma nova versão do trailer no mesmo dia e emitiu um comunicado oficial se desculpando para a Ubisoft. Um trailer chamado "Heads or Tails", mostrando Nate contemplando suas escolhas, foi lançado em 25 de março e também exibido antes de algumas sessões de Batman v Superman: Dawn of Justice e 10 Cloverfield Lane. Um trailer mostrando o modo Pilhagem do multijogador estreou em 22 de abril, com esse mesmo modo estando jogável na PAX East no mesmo mês. O último trailer pré-lançamento foi disponibilizado em 25 de abril.
Um gerente de marketing da Sony Computer Entertainment afirmou que A Thief's End era o "maior investimento de software do PlayStation" de todos os tempos. Um beta para o modo multijogador foi incluído em todas as cópias de Uncharted: The Nathan Drake Collection, tendo ficado disponível entre os dias 4 e 13 de dezembro de 2015. Um beta aberto ficou disponível posteriormente de 4 a 7 de maio de 2016 para qualquer usuário de PlayStation 4. A Naughty Dog colaborou com diversas revendedoras na criação de versões especiais do jogo com o objetivo de incentivar pré-vendas. Uma "Edição Especial" incluía uma caixa de metal, um livro de arte em capa dura e códigos de acesso para conteúdos adicionais no modo multijogador. Uma "Edição Libertalia de Colecionador" vinha com o mesmo conteúdo, além de uma estátua de Nathan Drake.
| Conteúdo                | Conteúdo                               | Padrão | Edição Especial | Edição Libertalia de Colecionador |
| ----------------------- | -------------------------------------- | ------ | --------------- | --------------------------------- |
| Jogo                    | Jogo                                   | Sim    | Sim             | Sim                               |
| Caixa de metal          | Caixa de metal                         | Não    | Sim             | Sim                               |
| Livro de arte           | Livro de arte                          | Não    | Sim             | Sim                               |
| Adesivos                | Adesivos                               | Não    | Sim             | Sim                               |
| Conteúdo extra          | Pontos da Naughty Dog                  | Não    | Sim             | Sim                               |
| Conteúdo extra          | Figurinos e aparências do multijogador | Não    | Não             | Sim                               |
| Estátua de Nathan Drake | Estátua de Nathan Drake                | Não    | Não             | Sim                               |

A capa oficial do jogo foi revelada no dia 3 de junho de 2015. A Sony Computer Entertainment também disponibilizou para venda uma edição especial temática de um console PlayStation 4 e controle DualShock 4 que também incluía uma cópia do jogo. Fones de ouvido PlayStation tematizados de A Thief's End também foram lançados.

## Recepção

### Crítica
Uncharted 4: A Thief's End foi aclamado pela crítica. No agregador de resenhas Metacritic, ele tem um índice de aprovação de 93/100 baseado em 113 críticas. É o quinto jogo mais bem avaliado do PlayStation 4 no Metacritic e o primeiro de 2016 no geral ao lado de Inside. Os críticos elogiaram as mecânicas de jogabilidade, narrativa, profundidade emocional, projeto visual e o modo multijogador. Lucy O'Brien da IGN afirmou que era "uma realização incrível em narrativa grandiosa e beleza gráfica", já Mike Mahardy da GameSpot similarmente o chamou de uma "maravilha de tirar o fôlego". A revista GamesTM o considerou "uma obra magistral de narrativa", enquanto Nick Plessas da Electronic Gaming Monthly declarou que era "uma verdadeira obra de arte".
Dan Ryckert da Giant Bomb considerou que os gráficos eram os melhores em qualquer console contemporâneo, elogiando particularmente os detalhes nos personagens e os ambientes abertos. Steven Hansen da Destructoid descreveu a direção de arte como "estonteante", enquanto Andrew Reiner da Game Informer escreveu que o jogo era "uma obra de arte". Leon Hurley da GamesRadar falou bem dos pequenos detalhes gráficos que em sua opinião fizeram os personagens do jogo parecerem mais vivos. Mahardy comentou que a cinematografia de A Thief's End, tanto dentro de cinemáticas quanto na jogabilidade, "amplifica a maravilha deste mundo deslumbrante". Liz Finnegan do The Escapist descreveu o título como "dolorosamente lindo", já Sam Loveridge elogiou a capacidade da Naughty Dog de criar "visuais estonteantes meticulosamente criados".
Griffin McElroy da Polygon achou que a narrativa estava cheia de "nuances", especialmente quando comparado com seus três predecessores. Hansen elogiou os roteiristas por levarem a história para, o que ele considerou, uma "conclusão bem merecida e coesa". Reiner gostou particularmente da utilização da história de Henry Avery, elogiando os roteiristas por terem transformado seus segredos em um "tantalizador material de história"; por outro lado, Kyle Orland da Ars Technica achou que o entusiasmo dos personagens "falha em infectar o jogador". Plessas gostou mais das interações sutis entre personagens do que a narrativa geral. Zack Handlen da The A.V. Club gostou dos "inesperadamente poderosos" momentos dramáticos. Steven Burns da VideoGamer.com achou que apesar do enredo ser melhor do que nos títulos anteriores, ele possuía muitos preenchimentos que acabavam diminuindo seu ritmo.

A Thief's End foi elogiado por se aproveitar do PlayStation 4 para maior fidelidade visual e ambientes e jogabilidade mais abertas

Os personagens e relacionamentos foram igualmente elogiados pela crítica. Hansen achou que o relacionamento dos personagens não foram sobrepujados pelo restante do jogo, elogiando particularmente a interpretação de Emily Rose por "transmitir perfeita e sutilmente as complexidades de seu relacionamento". McElroy sentiu que a química entre Nate e Elena estava em seu ápice neste jogo. Ryckert teve uma sensação parecida, comentando que as conversas entre Nate e Sam pareciam "mais naturais do que teatrais". Mahardy escreveu que os detalhes adicionais revelados sobre Nate eram "dolorosamente humanos", ajudando a dar vida ao personagem. Hurley achou que a presença de Sam e sua história pregressa sobrecarregaram a narrativa e que a remoção do personagem teria resultado em um "jogo mais curto e melhor". Stephen Tolito da Kotaku considerou que Sam era "mais um elemento de enredo para outros reagirem do que um personagem interessante por conta própria".
Mahardy escreveu que a ação do jogo "flui homogeneamente junto com a narrativa", elogiando a adição de um elemento de combate furtivo e sua similaridade com aquilo que fora feito em The Last of Us. Ryckert achou que os companheiros não jogáveis que acompanham o jogador "desta vez parecem mais elaborados". Tom Hoggins do The Telegraph descreveu a jogabilidade com armas de fogo como "energética e agradável", gostando também do ritmo acelerado dos cenários de combate. Hansen descreveu os quebra-cabeças do título como "fluídos e dinâmicos", elogiando particularmente a introdução do gancho de agarrar. Reiner teve um sentimento semelhante, comentando que o gancho de agarrar aprimorava a exploração e o combate, porém mesmo assim achou que as grandes cenas de ação não possuíam momentos tão emocionantes quanto nos jogos anteriores.
Reiner escreveu que os "ambientes são tão vastos que criam a ilusão de mundos abertos". O'Brien achou que a adição de escolhas na deixou o jogo mais diferente. Hoggins sentiu que os ambientes mais abertos fizeram o jogador se sentir "mais como um aventureiro". Loveridge gostou da liberdade adicional concedida pelas novas opções de combate, permitindo que o jogador mapeasse antecipadamente suas táticas. Hurley elogiou o combate aprimorado, porém achou que os momentos opcionais eram "um pouco cozidos demais" em comparação com títulos anteriores. Keith Stuart do The Guardian achou que a linearidade quebrava a imersão, criticando particularmente a repetição da navegação. Mike Williams da USGamer achou que a fase do veículo "rouba o ritmo do jogo" apesar de conceder uma sensação de grande escala.
Os críticos de forma geral tiveram comentários positivos sobre o componente multijogador de A Thief's End, porém reconheceram que o modo um jogador tomava precedência. O'Brien escreveu que os tipos de partida multijogador "incorporam as qualidades mais agradáveis da série", enquanto Hurley sentiu que ele se beneficiava das novas mecânicas apresentadas na história um jogador. McElroy considerou que o multijogador era "extremamente fácil de pegar", com Loveridge achando que o modo era acessível e agradável. Reiner descreveu o combate do multijogador como "febril" e excitantes, porém encontrou problemas na hora de carregar partidas. Ryckert, por sua vez, considerou que o modo era muito "básico", comentando também que era improvável que os jogadores permanecessem nele por muito tempo.

### Vendas
A Thief's End vendeu mais de 2,7 milhões de cópias nos sete dias pós-estreia. Sua arrecadação por meio de vendas digitais já tinha alcançado 56 milhões de dólares em três semanas. No mês de dezembro suas vendas alcançaram 8,7 milhões de unidades, fazendo dele o jogo de PlayStation 4 mais vendido de todos os tempos. O título já vendeu até outubro de 2019 mais de dezesseis milhões de cópias. Nos Estados Unidos foi o jogo mais vendido de maio de 2016. No Reino Unido ficou em primeiro nas tabelas, alcançando a melhor estreia da história da franquia com um aumento de 66% de vendas em sua primeira semana em relação a Drake's Deception. Já no Japão o título também ficou em primeiro nas tabelas com 128 mil unidades vendidas, permanecendo na primeira posição na semana seguinte com mais 21 mil cópias vendidas.

### Prêmios
A Thief's End venceu e foi indicado a diversos prêmios em várias categorias. O título venceu e foi indicado a diferentes prêmios de publicações de jogos eletrônicos após suas prévias exibidas na E3 de 2015, incluindo como Melhor Jogo de Ação e Melhor Jogo de PlayStation. A Thief's End foi indicado em oito categorias no The Game Awards 2016, incluindo Jogo do Ano, vencendo em Melhor Narrativa para Druckmann e Scherr e Melhor Interpretação para North. Foi indicado em dez categorias do D.I.C.E. Awards e venceu quatro: Melhor Realização Técnica, Melhor Realização em História, Melhor Realização em Animação e Jogo de Aventura do Ano. Também recebeu quatro indicações no New York Video Game Awards e sete no Game Developers Choice Awards, neste último vencendo em Melhor Tecnologia.
O título venceu o prêmio de Melhor Animação de Personagem em Jogo Eletrônico no Annie Awards, Melhores Efeitos Visuais em Projeto de Tempo Real na Visual Effects Society Awards e Melhor Realização em Roteiro de Jogo Eletrônico no Writers Guild of America Awards. A Thief's End venceu cinco prêmios no SXSW Gaming Awards de oito indicações nas categorias de Excelência em Realização Visual, Excelência em Animação, Personagem Mais Memorável para Nate, Excelência em Narrativa e Jogo do Ano. Também foi o maior vencedor da National Academy of Video Game Trade Reviewers, vencendo nove de dezesseis prêmios, incluindo Melhor Jogo de Aventura de Franquia e Melhor Câmera de Jogo. Foi indicado em oito categorias no British Academy Games Awards, vencendo como Melhor Jogo.